# Parkstad Limburg
|            |          |          |               |
| Gemeente   | Inwoners | Inwoners | Opper- vlakte |
| Gemeente   | 2019     | 1964     | Opper- vlakte |
| Heerlen    | 87.461   | 75.285   | 45,50 km²     |
| Kerkrade   | 45.311   | 50.766   | 22,17 km²     |
| Landgraaf  | 37.112   |          | 24,69 km²     |
| Beekdaelen | 36.363   |          | 78,49 km²     |
| Brunssum   | 27.770   | 25.796   | 17,29 km²     |
| Voerendaal | 12.375   |          | 31,55 km²     |
| Simpelveld | 10.255   |          | 16,03 km²     |
| Totaal     | 257.499  | 215.419  | 235,72 km²    |

Parkstad Limburg is een bestuurlijk samenwerkingsverband en een regio in Zuidoost-Limburg, met ruim 255.000 inwoners. De gemeenten Heerlen, Kerkrade, Landgraaf, Brunssum, Voerendaal, Simpelveld en Beekdaelen vormen samen Parkstad Limburg. Een deel van de regio staat bekend als Oostelijke Mijnstreek en tot 1998 heette het samenwerkingsverband ook 'Streekgewest Oostelijke Mijnstreek'. Het voorvoegsel 'Parkstad' verwijst naar de karakteristieke, ruimtelijke ordening van mijnkoloniën die onderling gescheiden zijn door landbouwgebieden of natuur. De naam Parkstad Limburg is bedacht door de Kerkraadse oud-burgemeester Thijs Wöltgens. Het karakteristieke van de omgeving is de grote verwevenheid tussen het platteland en de stad. In de stedelijke gebieden liggen vele groene eilanden en groenstroken die doorlopen naar het platteland, zodat de overgang van stedelijk naar landelijk natuurlijk verloopt. Een deel van Parkstad Limburg vormt geen onderdeel van de Oostelijke Mijnstreek, maar van de streek Heuvelland. Dit zijn de gemeenten Beekdaelen, Simpelveld en Voerendaal. Parkstad Limburg wordt, ondanks dat het een regio is, kortweg ook wel Parkstad genoemd.

## Geografie

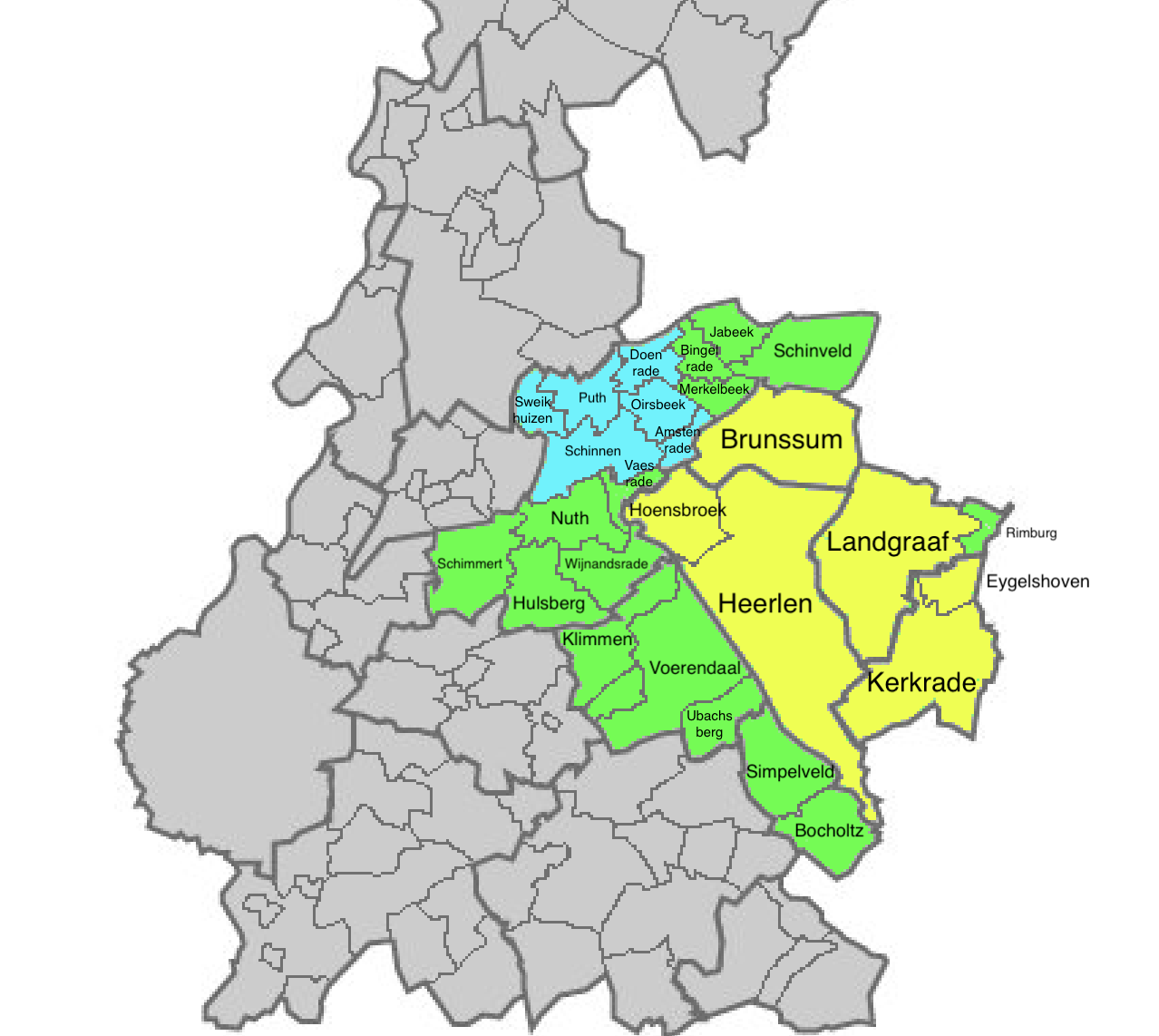
Stedelijke kernen van Parkstad
Landelijker deel van Parkstad (zie ook: Oostelijke Mijnstreek)
Onderdeel van parkstad vanaf 2019 (Westelijke Mijnstreek)

Parkstad Limburg meet ongeveer 15 bij 20 kilometer en grenst aan twee kanten aan Duitsland. Het landschap bestaat uit een aantal oude beekdalen die door het gebied lopen. De beken zijn in het verstedelijkte deel verdwenen of onzichtbaar gemaakt. In de groengebieden worden zij sinds enkele jaren in hun oude vorm opnieuw vormgegeven. Het glooiende Parkstad loopt aan de westkant over in het Limburgs Heuvelland en aan de oost- en zuidkant in de uitlopers van de Duitse Eifel. In Kerkrade, in het zuiden van de regio, is het Parkstad Limburg Stadion gevestigd, dat onder meer als voetbalstadion dienstdoet voor Roda JC. In het noordwesten grenst de regio aan het beekdallandschap van de Westelijke Mijnstreek. 
Parkstad Limburg is naast een groen glooiend landschap ook een stedelijk gebied met ruim 255.000 inwoners. De stedelijke bebouwing van de regio concentreert zich op de hogere gedeelten van het beekdallandschap. De stedelijke structuur wordt gevormd door de bebouwing van de kernen Brunssum, Heerlen, Landgraaf en Kerkrade. Deze bebouwing loopt zonder onderbreking van Kerkrade in het zuiden via Heerlen naar Brunssum in het noordoosten en Landgraaf in het zuidoosten door.
In het deel van dit gebied dat bekendstaat als Oostelijke Mijnstreek is tussen circa 1900 tot circa 1975 op industriële wijze steenkool gewonnen. Inmiddels zijn alle steenkoolmijnen en mijnterreinen ontmanteld en heringericht als woonwijken, recreatiegebieden of bedrijventerreinen. Deze herstructurering staat bekend onder de naam 'Van zwart naar groen'.

## Bestuur en politiek
Vanaf 2010 hoorde ook de toenmalige gemeente Nuth weer bij Parkstad Limburg. Dit was eerder al het geval tot 2003.

### Bestuurlijke organisatie
De regionale samenwerking Parkstad Limburg heeft eind 2013 een nieuwe wending gekregen. De gemeenten van Parkstad Limburg hebben voor een nieuwe samenwerkingsconstructie gekozen waarbij beleid en uitvoering gescheiden zijn. Hierdoor zijn de rollen van gemeenten, regio en provincie verschoven.
De Gemeenschappelijke Regeling (GR) Stadsregio Parkstad Limburg is gewijzigd van een regeling van raden in een regeling van colleges. Met de wijziging is er geen Parkstadraad meer en ligt de verantwoordelijkheid in de vernieuwde GR bij de wethouders van de gemeenten. Iedere wethouder heeft een thema in zijn of haar portefeuille en vertegenwoordigt dat thema in een bestuurscommissie. De bevoegdheden binnen deze thema’s (ruimte & mobiliteit, economie & toerisme, sociaaleconomische structuurversterking, duurzaamheid en wonen & herstructurering) zijn vastgelegd in het model van bestuurscommissies. Het thema grensoverstijgende samenwerking is belegd binnen het Dagelijks Bestuur dat wordt gevormd door de burgemeesters van de 7 Parkstadgemeenten.

### Samenstelling Dagelijks Bestuur Parkstad
Met de wijziging van de regionale samenwerking, wijzigt ook de samenstelling van het Dagelijks Bestuur van Parkstad. Met ingang van 1 april 2014 wordt het Dagelijks Bestuur gevormd door de zeven burgemeesters van de verschillende gemeenten:
- Gemeente Beekdaelen: Eric Geurts
- Gemeente Brunssum: Wilma van der Rijt
- Gemeente Heerlen: Roel Wever (voorzitter)
- Gemeente Kerkrade: Petra Dassen
- Gemeente Landgraaf: Richard de Boer
- Gemeente Simpelveld: Susanne Schepers
- Gemeente Voerendaal: Daniël Joppe

## Demografie
Demografisch gezien nam de regio Parkstad tot voor kort een bijzondere positie in Nederland in. Het geboortecijfer was lager en de vergrijzing groter dan elders in Nederland, met als gevolg een natuurlijke krimp van de bevolking. Een extra bevolkingsverlies door de migratie naar Duitsland en België kwam daar nog bij. Inmiddels (2022) is de krimp afgevlakt en is er, vooral door migratie van werknemers en van studenten, weer sprake van groei.

### Vergrijzing en ontgroening
De regio gold anno 2006 als een van de meest vergrijzende gebieden van Nederland. In dat jaar was ongeveer 1 op de 4 inwoners ouder dan 65 jaar (bron: Centraal Bureau voor de Statistiek (CBS). Op grond van een CBS-prognose (CBS 2006) zou in 2025 ongeveer 1 op de 3 inwoners ouder zijn dan 65 jaar.
(zie de grafiek Ontwikkeling bevolkingssamenstelling Pl 2006 - 2025). Voor Nederland ligt het gemiddelde in 2025 op circa 1 op de 4 mensen als 65-plusser (de situatie die in Parkstad Limburg reeds in 2006 ingetreden is). Onderstaande tabel laat de toen verwachte percentuele veranderingen voor 3 leeftijdsgroepen zien:
| Leeftijdsgroep | 2006    | 2025   | stijging/daling |
| -------------- | ------- | ------ | --------------- |
| 0 - 20 jaar    | 50 098  | 38 323 | -24%            |
| 20 - 60 jaar   | 133 524 | 98 821 | -26%            |
| 60 - 100 jaar  | 57 542  | 70 342 | +22%            |

Naast de ontgroening (minder jongeren) en de vergrijzing (meer ouderen) was er ook de sterke daling van de groep in de arbeidsproductieve leeftijd 20 tot 60 jaar opmerkelijk.

### Bevolkingsdaling
Ook wat betreft de daling van de bevolking liep de regio voor op de rest van Nederland. De CBS-prognose (CBS 2006) ging uit van een bevolkingsdaling van meer dan 30.000 inwoners in de periode 2006-2025. De daling van het inwonertal is in 1997 ingezet met verstrekkende sociale en economische gevolgen voor de regio. Zie ook de grafiek 'Bevolkingsontwikkeling 2006 - 2025 per grootstedelijke agglomeratie'. Deze grafiek geeft de verwachte ontwikkeling per grootstedelijke agglomeratie weer. De grootstedelijke agglomeratie Heerlen bestaat op grond van de CBS-definitie uit de gemeenten Heerlen, Kerkrade, Landgraaf en Brunssum en omvat niet de gemeenten Simpelveld, Voerendaal en Onderbanken. Inmiddels is er weer sprake van een kleine bevolkingsgroei en zijn aanpassingen in prognoses van de toekomstige demografische ontwikkelingen nodig.

## Economie

### Steenkoolwinning
In de periode 1900 tot 1960 draaide de economie in de regio voornamelijk rondom de steenkoolwinning. De streek, ook wel de Oostelijke Mijnstreek genoemd, behoorde tot de welvarendste gebieden van het land. In 1955 stonden de vier grootste gemeenten (Heerlen, Kerkrade, Brunssum en Landgraaf) uit de streek in de top 25 van gemeenten met het hoogste aantal hoge inkomens (zie afbeelding 'Ranglijst gemeenten met aantal hoge inkomens').
Na 1960 kreeg de steenkool snel concurrentie van andere andere energiebronnen zoals olie en gas. In 1965 werd door het kabinet besloten om de mijnindustrie te sluiten omdat de exploitatie niet langer rendabel was. Veel hoger opgeleide werknemers trokken in de periode 1960 - 1970 weg uit de regio om elders te gaan werken. Op 31 december 1974 werd de laatste steenkoolmijn in de regio, de Oranje-Nassau I, gesloten. Met de sluiting van de steenkoolmijnen verdween een groot aantal banen.

### Na de mijnindustrie
In de periode vanaf 1970 begon de regio aan de economische herstructurering. Dit is grotendeels gelukt maar de regio behoort niet langer meer tot de welvarendste gebieden van het land. In 1975 stonden de vier grote Parkstad-gemeenten op de laagste plaatsen (van de lijst met 570 gemeenten) van de ranglijst van hoge inkomens (zie afbeelding 'Ranglijst gemeenten met aantal hoge inkomens').
De vervangende werkgelegenheid concentreert zich vooral in de industrie en de niet-commerciële dienstverlening. Vanaf 1980 heeft de economie in de regio het zwaar te verduren gehad van de toenemende concurrentie uit lagelonenlanden. In deze periode is ook weer veel werkgelegenheid in de industrie verdwenen. Anno nu is er weer sprake van een economische revitalisering. Mede door de komst van de Buitenring zijn eerder moeilijk bereikbare bedrijventerreinen nu goed ontsloten. Mede hierdoor is in Parkstad o.a. Europa's grootste cluster medisch-technische bedrijven ontstaan dat op haar beurt ook weer andere bedrijvigheid aantrekt.  

### Economische ontwikkelingen
De arbeidsparticipatie en het opleidingsniveau van de beroepsbevolking in de regio is nog steeds de laagste van Nederland. Het aantal huishoudens met een uitkering is het hoogst van Nederland in het stadsgewest Heerlen (volgens de CBS-definitie van 'stadsgewest Heerlen' is dit het gebied van Parkstad Limburg inclusief Nuth). Ook het aantal mensen werkzaam in de sociale werkvoorziening is in de regio hoger dan elders. De reden hiervan is dat na de mijnsluiting veel oud-mijnwerkers in de sociale werkvoorziening zijn beland.
Op de lange termijn blijft de ontwikkeling van de werkgelegenheid volgens de laatste prognose van het Centrum voor Werk en Inkomen (CWI 2006) (voor de periode 2006-2011) achter bij die van de rest van Nederland. Als oorzaak wordt door het CWI de bevolkingsdaling genoemd. Daarnaast heeft naast het lage opleidingsniveau van de beroepsbevolking de voortgaande sanering in de industrie een negatief effect op de economische ontwikkeling.
In 2005 heeft de provincie Limburg in reactie op de kabinetsnota Pieken in de Delta, waarin voor Nederland de hoofdlijnen van de toekomstige economische ontwikkeling zijn benoemd, de Versnellingsagenda vastgesteld. In de Versnellingsagenda zijn 3 projecten opgenomen die de regio een op technologie en innovatie gerichte impuls moeten geven. Voorts zijn de gemeenten Maastricht, Sittard-Geleen en Heerlen een samenwerking onder de naam Tripool Zuid-Limburg gestart. Deze samenwerking is erop gericht de economische structuur van Zuid-Limburg te versterken. Voorts is in de regio ook de publiek-private Ontwikkelingsmaatschappij Parkstad Limburg actief die met een aantal projecten voor nieuwe economische impulsen probeert te zorgen.
Van diverse kanten wordt gewerkt aan een economisch sterk Parkstad. Om de economische ontwikkeling van de regio te sturen, is de afgelopen jaren door Parkstad gekozen voor een beperkt aantal economische speerpunten. 'Smart services' (zie Brightlands Smart Services Campus), verduurzaming van de bebouwde omgeving, toerisme en recreatie ('leisure'), zorg, en de ontwikkeling van Parkstad-Centrum. Hiermee kan een beter toegankelijke regio met een dynamisch stadscentrum, met nieuwe en vernieuwende werkgelegenheid de bestaande arbeidsmarkt bedienen en hoger opgeleiden aantrekken en vasthouden. Met de vaststelling van het Regioprogramma in 2010 is een verdeelsleutel gemaakt voor de investeringen in een duurzaam vitale regio.

### Regioprogramma Parkstad
Het Regioprogramma schetst de visie op de toekomst (Parkstad 2040) en de strategie tot 2020. Op die basis worden de komende jaren alle uitvoeringsprojecten beoordeeld en geselecteerd. De bevolkingsaantallen lopen terug in Parkstad. Anticiperen hierop door te zoeken naar kansen is voor de regio van groot belang. Zoals het verbeteren van het woningaanbod, vergroten en verbeteren van het groenareaal, beter afstemmen van het retailaanbod. Investeren in de duurzame economische vitaliteit van Parkstad om de potentie van de regio te vergroten. Het Regioprogramma steunt op de Strategische Agenda die in samenwerking met de Provincie Limburg is vastgesteld.

### Gebiedsontwikkeling Parkstadring
Omstreeks 2015 startte de aanleg van de Buitenring Parkstad Limburg. De Buitenring bevordert niet alleen de bereikbaarheid en verbindingen van de regio met de omgeving, maar geeft economische ontwikkelingen in en de duurzaamheid van de regio een impuls. Het woon- en leefmilieu in het gebied wordt opgewaardeerd. Deze weg is in 2019 volledig opengesteld.

## Nieuwe energie
In de eerste helft van de 20e eeuw was de Oostelijke Mijnstreek, samen met de Westelijke Mijnstreek, door de winning van steenkool het energiecentrum van Nederland. In de 21e eeuw is in het oostelijke deel, de huidige Parkstad Limburg, een kennis- en productiecluster rondom 'nieuwe energie' ontstaan. Dit is de open campus op het grensoverschrijdend bedrijventerrein Avantis in de gemeente Heerlen (met onder andere Solland Solar). Bij nieuwe energie ligt de focus op zonne-energie en geothermie.

## Toerisme en recreatie
Afgelopen jaren was Parkstad Limburg de snelst groeiende toeristische regio van Nederland. Deze lijn wordt doorgetrokken waarbij de Oostflank van Parkstad als meest kansrijk gebied wordt betiteld, met de meeste attracties.
- Natuurschoon:
  - Schinveldse bossen, Beekdaelen
  - Brunssummerheide, Brunssum
  - Schutterspark, Brunssum
  - Bronnenbos, Brunssum
  - Imstenraderbos, Heerlen
  - Schrieversheide, Heerlen
  - Park Gravenrode, Kerkrade/Landgraaf
  - Wormdal en Worm, Kerkrade/Landgraaf
- Monumenten, moderne architectuur:
  - Kasteel Hoensbroek, Hoensbroek - middeleeuws kasteel
  - Rolduc, Kerkrade - romaanse abdijkerk met barokke abdijgebouwen
  - Schacht Nulland, Kerkrade - overblijfsel steenkolenmijn
  - Enkele door het rijk beschermde 'mijnkoloniën', onder andere kolonie Brunssum, kolonie Heerlen-Beersdal, kolonie Heerlen-Eikenderveld, kolonie Heerlen-Maria Christinawijk, kolonie Leenhof-Schaesberg en kolonie Landgraaf-Lauradorp
  - Glaspaleis, Heerlen - belangrijk monument van het nieuwe bouwen (architect: Frits Peutz). Tevens museum en cultuurcentrum
  - Monseigneur Laurentius Schrijnenhuis, Raadhuis van Heerlen, Royal Theater en Theater Heerlen - andere gebouwen van Frits Peutz
  - Bibliotheek, Heerlen - architect: Jo Coenen
  - Parkstad Limburg Stadion, Kerkrade - architect: Jan Dautzenberg
- Attracties:
  - Dreamworld, Hoensbroek
  - Thermenmuseum, Heerlen - archeologisch museum over Romeinse opgravingen in Heerlen (Coriovallum)
  - Snowworld, Landgraaf - wintersporten op een skipiste
  - Wereldtuinen Mondo Verde, Landgraaf
  - Continium, Kerkrade - Discovery Center Continium, tot 2009 ‘Industrion – Museum voor Industrie en Samenleving’, is een plek waar bezoekers zelf ontdekken wat wetenschap en techniek voor hun dagelijks leven betekenen. Naast historische thema’s als steenkolenmijnbouw en Maastrichts aardewerk, komen ook voor de toekomst belangrijke thema’s als nanotechnologie en duurzaamheid aan bod.
  - Zuid-Limburgse Stoomtrein Maatschappij, Simpelveld - rijden met de stoomtrein door Zuid-Limburg
  - Gaiapark, Kerkrade - dierentuin
- Evenementen:
  - Wereld Muziek Concours, Kerkrade - vierjaarlijks brassbandfestival
  - Orlando Festival, Abdij Rolduc, Kerkrade - kamermuziekfestival
  - Pinkpop, Landgraaf - 's werelds langstlopende jaarlijks internationaal popmuziekfestival in de open lucht
  - The Notorious IBE, Heerlen - jaarlijks breakdancefestival
  - Cultura Nova, verspreid over Heerlen e.o. - jaarlijks cultuurfestival

## Onderwijs
De economische bedrijvigheid in de regio is afhankelijk van het kwalitatieve en kwantitatieve aanbod van een beroepsbevolking. Voor goede scholing richt Parkstad zich op een evenwichtige onderwijsspreiding, doorontwikkeling van de regionale kennisinfrastructuur en competentieontwikkeling van de beroepsbevolking. De regio kent een gevarieerd aanbod van onderwijs- en kennisinstellingen. In de gemeente Heerlen is ook op hoger niveau de Open Universiteit (academisch) en Zuyd Hogeschool (HBO) gevestigd.

## Internationale samenwerking
Parkstad is een regio die kansen biedt voor grensoverschrijdende samenwerking. Door met euregionale grenspartners op te trekken versterken de regio's elkaars economieën en profiteren van wederzijdse kennis. Door deze samenwerking, zoals ook met de regio Aken/Städteregion Aachen, geeft Parkstad Limburg vorm aan een grensoverschrijdende netwerkstad met één arbeidsmarkt dat een gebied bestrijkt van ruim 800.000 inwoners.